# Amélie Klopfenstein
Amélie Klopfenstein, född 18 september 2002, är en schweizisk alpin skidåkare.
Klopfenstein tog guld i Super-G och storslalom samt brons i kombination vid olympiska vinterspelen för ungdomar 2020 i Lausanne.